# IMG 아카데미
IMG 아카데미(IMG Academy)는 유소년, 고교생, 대학생 그리고 프로 선수들을 위한 사설 트레이닝 기관이다. 미국 플로리다주 브레이든턴에 위치하고 있다. IMG 아카데미는 테니스, 골프, 야구, 농구, 라크로스, 축구, 미식축구, 육상 및 개인 단련을 위한 프로그램을 제공한다. 매년 80여개국에서 12,000명이 아카데미를 이용한다.

## 역사
닉 볼리티에리는 1978년 닉 볼리티에리 테니스 아카데미(Nick Bollettieri Tennis Academy)를 설립했다. 스포츠 및 엔터테인먼트 회사인 IMG가 1987년 이를 인수했다. IMG는 이어 1993년 데이비드 리드베터(David Leadbetter) 골프 아카데미의 유소년 부문 사업을 인수하였으며, 1994년에 축구 및 야구 프로그램, 2000년에 하키 프로그램, 그리고 2001년에 농구 프로그램을 추가하면서 캠퍼스를 지속적으로 확장했다.
IMG 아카데미는 현재 1.8평방킬로미터의 부지에 자리잡고 있으며, 2011년에는 7500만 달러에 약 440평방미터의 인접부지를 추가로 구매하여 추후 확장을 계획하고 있다.
IMG 펜들턴 스쿨은 1999년, 선수 생활을 하는 학생들을 위한 대입 준비 학원으로 설립된 것으로, IMG 아카데미 부지 내에 위치하고 있다. 학생의 절반 이상이 해외 출신이다. 2012년 학원의 명칭이 IMG 아카데미로 변경되었다.
WNBA 2020 시즌은 코로나-19 팬데믹으로 인해 전 시즌이 이곳에서 열렸다. 2020년 6월 15일에 승인된 계획에 따라, 단축된 22경기 정규 시즌은 팬들이 참석하지 않은 채로 열렸다.

## 출신 선수
- 축구

 네벤 수보티치
- 테니스

 니시코리 게이